# ミス・ワールド1970
ミス・ワールド1970は、1970年11月20日、ロンドンのロイヤル・アルバート・ホールで開催された。ミス・ワールドの第20回記念の大会である。58人の出場者がミス・ワールドのタイトルを争った。最終的にグレナダ代表のジェニファー・ホステンが優勝、ミス・ワールド1970となる。ミス・ワールド1969のエヴァ・リューバー＝シュタイアが出席し、優勝者の発表前にはダンスを披露したが、新しいミス・ワールドはボブ・ホープによって戴冠された。この大会は開催前、開催中、そして終了後も論争の的となった（後述）。

## 結果
| 順位            | 出場者 |
| --------------- | --- |
| Miss World 1970 | - グレナダ – ジェニファー・ホステン |
| 1st runner-up   | - アフリカ・サウス – Pearl Jansen |
| 2nd runner-up   | - イスラエル – Irith Lavi |
| 3rd runner-up   | - スウェーデン – Marjorie Christel Johansson |
| 4th runner-up   | - 南アフリカ – Jillian Jessup |
| Top 7           | - ブラジル – Sônia Guerra - イギリス – Yvonne Ormes |
| Top 15          | - オーストラリア – Valli Kemp - セイロン– Yolanda Shahzadi Ahlip - エクアドル – Sofía Monteverde - ガイアナ – Jennifer Wong - インド – Heather Corinne Faville - フィリピン – Minerva Cagatao - アメリカ – Sandra Wolsfeld - ユーゴスラビア – Tereza Đelmiš |

（）

## 出場者
- アフリカ・サウス[7]  – Pearl Gladys Jansen
- アルゼンチン – Patricia María Charré Salazar
- オーストラリア – Valli Kemp
- オーストリア – Rosemarie Resch
- バハマ – June Justina Brown
- ベルギー – Francine Martin
- ブラジル – Sonia Yara Guerra
- カナダ – Norma Joyce Hickey
- セイロン – Yolanda Shahzali Ahlip
- コロンビア – Carmelina Bayona Vera
- キプロス – Louiza Anastadiades
- デンマーク – Winnie Hollman
- ドミニカ共和国 – Fátima Shecker
- エクアドル – Sofía Virginia Monteverde Nimbriotis
- フィンランド – Hannele Hamara
- フランス – Micheline Beaurain
- ガンビア – Margaret Davies
- 西ドイツ – Dagmar Eva Ruthenberg
- ジブラルタル – Carmen Gomez
- ギリシャ – Julie Vardi
- グレナダ – Jennifer Hosten
- ガイアナ – Jennifer Diana Evan Wong
- オランダ – Patricia Hollman
- 香港 – Ann Lay
- アイスランド – Anna Hansdóttir
- インド – Heather Corinne Faville
- アイルランド – Mary Elizabeth McKinley
- イスラエル – Irith Lavi
- イタリア – Marika de Poi
- ジャマイカ – Elizabeth Ann Lindo
- 日本 – 中村久代
- 韓国 – Lee Jung-hee
- レバノン – ジョルジーナ・リザーク
- リベリア – Mainusa Wiles
- ルクセンブルク – Rita Massard
- マレーシア – Mary Ann Wong
- マルタ – Tessa Marthese Galea
- モーリシャス – Florence Muller
- メキシコ – Libia Zulema López Montemayor †
- ニュージーランド – Glenys Elizabeth Treweek
- ニカラグア – Evangelina Lacayo
- ナイジェリア – Stella Owivri †
- ノルウェー – Aud Fosse
- フィリピン – Minerva Manalo Cagatao
- ポルトガル – Ana Maria Diozo Lucas
- プエルトリコ – Alma Doris Pérez
- セーシェル – Nicole Barallon
- 南アフリカ – Jillian Elizabeth Jessup
- スペイン – Josefina Román Gutiérrez
- スウェーデン – Marjorie Christel Johansson
- スイス – Sylvia Christina Weisser
- タイ – Tuanjai Amnakamart
- チュニジア – Kaltoum Khouildi
- トルコ – Afet Tugbay
- イギリス – Yvonne Anne Ormes
- アメリカ – Sandra Anne Wolsfeld
- ベネズエラ – Tomasa Nina de las Casas Mata
- ユーゴスラビア – Tereza Đelmiš

### 審査員
今大会の審査員は9名。ジョーン・コリンズ（女優）、Roesmin Nurjadin（インドネシア大使）、Eric Gairy（グレナダ初代首相）、グレン・キャンベル（歌手）、Nina van Pallandt（歌手・女優）らが出場者のパフォーマンスを評価した。

## 論争
南アフリカ共和国が白人（サウス・アフリカ）・黒人（アフリカ・サウス）二人の代表を派遣し、主催者サイドがこれを認めたことから今大会は開催前から論争にさらされた。決勝の夜にはBBCの屋外中継車の下で爆発物が爆発した。怒りの旅団が放映を阻止するために設置したものだが、この企ては失敗に終わった。負傷者はいなかった。観客はバリケードのむこうの騒々しいデモ隊を通り抜けてホールに入場した。
夕方にはウーマン・リブによる抗議もあった。開催中に女性活動家らの投げつけた小麦粉爆弾は司会者のボブ・ホープを一瞬驚かせた。この抗議活動は2020年の映画『彼女たちの革命前夜』の題材になった。
結果が発表されると、さらに大きな論争が巻き起こった。グレナダ代表のジェニファー・ホステンが優勝し、黒人女性として初めてミス・ワールドのタイトルを獲得するが、アフリカ・サウス代表は準優勝である。BBCや新聞社にはこの結果について数多くの抗議が寄せられた。9人の審査員のうち4人がスウェーデン代表に1位の票を与えたのに対し、グレナダ代表に1位の投票を行ったのは2人だけである。にもかかわらずスウェーデン代表は4位に終わった。グレナダ首相のエリック・ゲイリーが審査員団にいたことも問題視された（ゲイリーについては汚職や反社会的勢力との関りを伝える報道もある）。このコンテストは出来レースであるという批判が多く寄せられ、結果を吟味すればポリコレへの過剰な忖度が読み取れる、白人出場者への差別は大会史上代表的なものだという指摘もあった。大会終了後、観客の一部はロイヤル・アルバート・ホールの外の通りに集まり「スウェーデン! スウェーデン!」と連呼した。4日後、主催者のジュリア・モーリーは新聞からの強い圧力により辞任した。
ジュリアの夫でミス・ワールドのフランチャイズを所有する会社(Mecca)の会長であるエリック・モーリーは、審査員らの投票用紙を公開し、複雑な「多数決システム」について説明した。それによると、1位に投票した審査員はスウェーデン代表の方が多かったが、2位、3位、4位、5位に投票した審査員の数はジェニファー・ホステンが最多だった。その後、ジュリア・モーリーは復職した。しかし、エリック・ゲイリーが他の審査員に影響を与え、ホステンに実質を伴わない順位を与えさせたという見方も多い。